# Jack's Chrysanthemum
Jack's Chrysanthemum è un cortometraggio muto del 1913 diretto da Maurice Costello e William V. Ranous.

## Trama
Alla ricerca di paesaggi da dipingere, Jack, un pittore americano, un giorno mentre si trova sul suo risciò, riesce a vedere di sfuggita una bella giapponesina che gli prende il cuore. Riesce a sapere il suo nome: è Kichimatsu, la figlia del ricco mercante Nakamuta. Jack, seguendola a distanza, scopre dove vive e, il giorno seguente, si introduce clandestinamente nel suo giardino. La giovane però gli dice che non è decoroso per lei parlare con gli estranei. Alla fine, lui la convince a incontrarsi di nuovo, dandole appuntamento in un vecchio tempio dove lei posa come modella per un suo quadro. Kichi gli racconta che il padre la vuole dare in sposa a un uomo molto ricco che lei detesta, ma teme di andare contro la volontà paterna. Jack la convince a scappare con lui per poi sposarla.
Il padre di Jack, negli Stati Uniti, riceve la notizia del matrimonio del figlio e l'invito a conoscere la sposina. Sul piroscafo che lo porta in Giappone, l'uomo soffre il mal di mare e, quando, arrivato a terra, lo racconta al figlio, resta infastidito che lui ne rida. Quando però conosce la bella Kichi, ne resta affascinato e dimentica tutti i fastidi di quel lungo viaggio. Non riuscendo ad abituarsi ai costumi giapponesi, finisce per suggerire alla giovane coppia di lasciare le isole nipponiche per andare ad abitare tutti insieme negli Stati Uniti. Durante il viaggio di ritorno, ritorna anche il mal di mare. Con Jack che continua a prendere in giro suo padre.

## Produzione
Il film fu prodotto dalla Vitagraph Company of America e venne girato in Giappone.

## Distribuzione
Distribuito dalla General Film Company, il film - un cortometraggio in una bobina - uscì nelle sale cinematografiche statunitensi il 25 giugno 1913.